# Henrietta Swan Leavitt

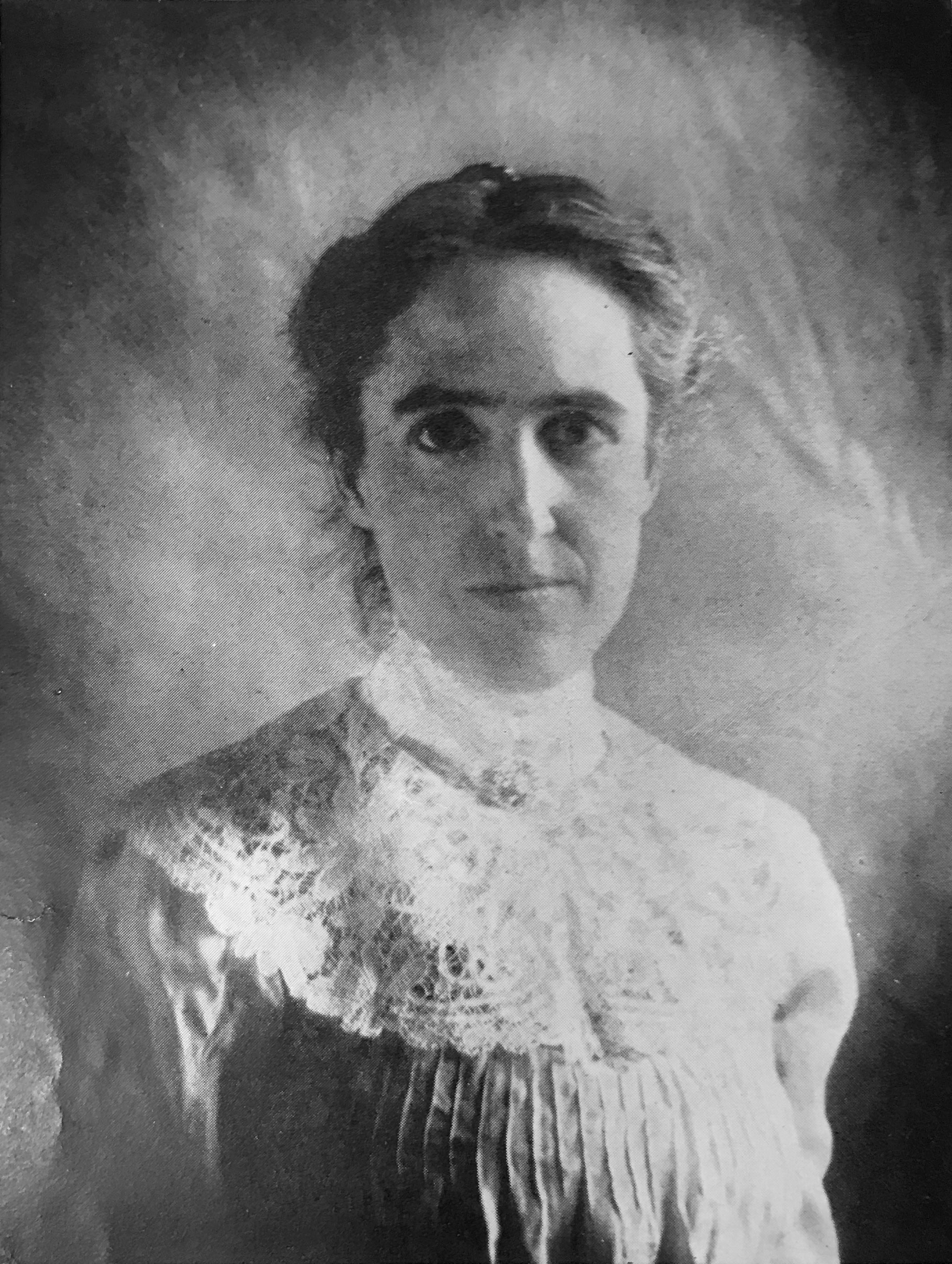
Henrietta Swan Leavitt

Henrietta Swan Leavitt (* 4. Juli 1868 in Lancaster, Massachusetts; † 12. Dezember 1921 in Cambridge, Massachusetts) war eine US-amerikanische Astronomin. Sie entdeckte 1912 die Perioden-Leuchtkraft-Beziehung beim Sterntypus der Cepheiden, das heißt den Zusammenhang zwischen der absoluten Helligkeit dieser  pulsierenden Sterne und der Periode ihrer Helligkeitsschwankung.
Leavitt legte damit den Grundstein zur Verwendung der Cepheiden als Standardkerzen, um zunächst Entfernungen zu nahe gelegenen Galaxien bestimmen zu können. Die Methode reicht bis zu einer Entfernung von 20 Millionen Lichtjahren. Bevor Leavitt diese Beziehung bemerkte, benutzten Astronomen Parallaxe und Triangulation, die bis zu einigen hundert Lichtjahren benutzt werden können. Unsere Galaxie, die Milchstraße, ist aber schon 100.000 Lichtjahre groß. Für das Messen von größeren Entfernungen benutzt man auch die maximale Masse von weißen Zwergen, von Subrahmanyan Chandrasekhar berechnet, deren Überschreitung zu charakteristischen Explosionen gleicher Intensität führt.

## Leben und Werk
Für Astronomie interessierte sich Leavitt bereits am College. Durch eine Krankheit wurde sie fast vollkommen taub. Trotzdem bekam sie 1895 am Harvard College Observatory eine Volontärstelle, und sieben Jahre später wurde ihr eine feste Anstellung angeboten (für 30 Cent die Stunde). Dort arbeitete sie als Computer und beobachtete und katalogisierte veränderliche Sterne, allein 1904 konnte sie 172 veränderliche Sterne in der großen und 59 in der kleinen Magellanschen Wolke entdecken. Ihre Beobachtungen musste sie auf die Auswertung von Fotografien beschränken, weil Frauen der Gebrauch des Teleskops verboten war. Ein Jahr darauf berichtete sie von 843 neuen veränderlichen Sternen in der kleinen Magellanschen Wolke. 1912 entdeckte Leavitt die Perioden-Leuchtkraft-Beziehung bei Cepheiden.
1913 gelang Ejnar Hertzsprung dann die Bestimmung der Entfernung einiger Cepheiden der Milchstraße, womit die Entfernung zu allen Cepheiden kalibriert werden konnte. Als 1920 durch Edwin Hubble Cepheiden identifiziert wurden, die Millionen Lichtjahre entfernt lagen, wies er mit Hilfe des Modells von Leavitt nach, dass es sich dabei um Sterne in anderen Galaxien wie in der Andromedagalaxie handelte. Auch konnten erstmals Entfernungen zwischen verschiedenen Galaxien bestimmt werden. Vor diesen Entdeckungen konnte man nur mit Entfernungen bis zu 100 Lichtjahren rechnen, danach stellten Distanzen bis zu 10 Millionen Lichtjahren kein Problem mehr dar.
In all den Jahren der Beobachtung des Sternenhimmels konnte Leavitt vier Novae beobachten und über 2400 neue veränderliche Sterne entdecken. Außerdem entwickelte sie eine neue photographische Messtechnik, die 1913 internationale Anerkennung fand und unter dem Namen Harvard-Standard bekannt ist.
Henrietta Swan Leavitt gilt als Pionierin der Wissenschaft, und das nicht nur, weil sie eine der wenigen und ersten Frauen in höheren Wissenschaften war. Sie war Mitglied in diversen Verbindungen wie Phi Beta Kappa, der American Association of University Women, der American Astronomical and Astrophysical Society, der American Association for the Advancement of Science und ein Ehrenmitglied der American Association of Variable Star Observers.
1921 starb Henrietta Swan Leavitt an Krebs. Zu ihren Ehren tragen der 1973 entdeckte Asteroid (5383) Leavitt und ein Mondkrater (Mondkrater Leavitt) ihren Namen. In Unkenntnis ihres Todes erwog der schwedische Mathematiker Gösta Mittag-Leffler 1925, Leavitt für einen Nobelpreis vorzuschlagen. Da dieser jedoch nicht postum verliehen wird, ging sie letztlich leer aus.

## Schriften
Die Mitteilungen sind zunächst meist von Edward C. Pickering, dem Direktor der Sternwarte, unterzeichnet, Leavitt und ihr Beitrag werden darin genannt.
- New variable stars in Harvard map, Nos. 3 and 6, Harvard College Observatory Circular 127, 12. April 1907 bibcode:1907HarCi.127....1L (englisch)
- 25 new variable stars in Harvard map, Nos. 24, 36, and 42, Harvard College Observatory Circular 135, 17. Dezember 1907 bibcode:1907HarCi.135....1L (englisch)
- 29 new variable stars near Nova Sagittarii, Harvard College Observatory Circular 141, 22. Juli 1908 bibcode:1908HarCi.141....1L (englisch)
- 1777 variables in the Magellanic Clouds, Annals of Harvard College Observatory 60, 1908, S. 87–108 bibcode:1908AnHar..60...87L (englisch)
- Adopted photographic magnitudes of 96 polar stars, Harvard College Observatory Circular 170, 21. Februar 1912, S. 1–5 bibcode:1912HarCi.170....1P (englisch)
- Periods of 25 variable stars in the Small Magellanic Cloud, Harvard College Observatory Circular 173, 3. März 1912, S. 1–3 bibcode:1912HarCi.173....1L (englisch)
- The north polar sequence, Annals of Harvard College Observatory 71, 1917, S. 47–232 bibcode:1917AnHar..71...47L (englisch)
- Standards of magnitude for the astrographic catalogue, Annals of Harvard College Observatory 85, 29. Januar 1919, S. 1–33 bibcode:1930AnHar..85....1L (englisch)

### Theaterstück
- Lauren Gunderson: Silent sky. Dramatists Play Service, New York, NY 2015, ISBN 978-0-8222-3380-0[5][6][7]